# Pierre-Nicolas Beauvallet

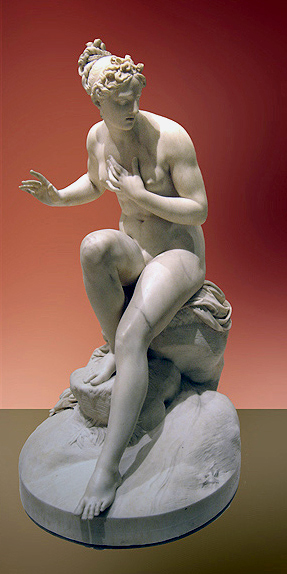
Susana en el baño, Museo del Louvre.

Pierre-Nicolas Beauvallet (Le Havre, el 21 de junio de 1750 - París, 15 de abril de 1818) fue un escultor, diseñador y escritor francés.
Se trasladó a París en 1765, a estudiar con Augustin Pajou. Después de su formación con este maestro, viajó a Italia y a su regreso a Francia ejecutó un bajorrelieve que le valió la admiración de sus colegas y consiguió varios encargos. Entre 1784 y 1875 realizó bajo relieves para el castillo de Compiègne e ingresó en la Academia francesa en 1789. Simpatizante de la Revolución Francesa, realizó bustos de varios de sus protagonistas, incluyendo a Marat, Mirabeau y La Fayette.
En 1793 fue nombrado director de obras públicas de la ciudad de París. Fue recibido en el Club de los Jacobinos el 7 de julio de 1794, después de realizar un busto de Guillermo Tell, a petición de Jacques-Louis David. Por su participación en la Revolución y su ardor republicano fue detenido durante un breve período. Luego trabajó en la restauración de esculturas medievales y del renacimiento para el Museo de Monumentos franceses, de Alexander Lenoir. Durante el Primer Imperio francés recibió varios encargos estatales, y ejecutó los bajorrelieves de la columna de La Grand Armée (1806-1810), en la Place Vendôme en París.
Algunas obras:
- Las Batallas de Alejandro Palacio de Compiègne, 1874-75
- Estatua de Sully, fachada del Palais Bourbon, en París.
- La libertad sobre las ruinas de la Bastilla de 1793
- Susana en el baño (1813), Museo del Louvre.